# Aulacocentrum philippinense
Aulacocentrum philippinense är en stekelart som först beskrevs av William Harris Ashmead 1904.  Aulacocentrum philippinense ingår i släktet Aulacocentrum och familjen bracksteklar. Inga underarter finns listade.